# Jacob Preus
Jacob Aall Ottesen Preus (Contea di Columbia, 28 agosto 1883 – Minneapolis, 24 maggio 1961) è stato un politico statunitense. È stato il 20º governatore del Minnesota.

## Primi anni e istruzione
Preus nacque nella contea di Columbia, nel Wisconsin, il 28 agosto 1883 da una famiglia originaria della Norvegia. Figlio, nipote, padre, nonno e bisnonno di pastori luterani, scelse di servire lo Stato anziché la chiesa. Nel 1903, si diplomò al Luther College di Decorah, in Iowa, dove la sua famiglia ebbe un ruolo chiave nella vita accademica dell'istituto sin dalla sua fondazione nel 1862.
Dopo la laurea all'Università di Legge del Minnesota, fu impiegato esecutivo del senatore Knute Nelson a Washington. Dopo tre anni, tornò nel Minnesota dove intraprese la sua scalata verso la poltrona di governatore.

## Carriera
Preus si candidò come governatore nel 1920, opponendosi al Farmer–Labor Party, partito rappresentato da contadini e lavoratori. Preus accusò i suoi avversari di socialismo e di voler minacciare la religione e la proprietà privata.
Durante il suo mandato di governatore, Preus incoraggiò il legislatore ad accogliere alcune richieste dei contadini, ad ampliare i poteri giuridici delle cooperative, a concedere prestiti a basso interesse attraverso il Rural Credit Bureau e a creare il Dipartimento dell'Agricoltura. Preus, inoltre, favorì la parità dei diritti. La sua intelligenza politica, combinata col desiderio di correggere le disuguaglianze, fece del governatore del Minnesota un riformatore sorprendentemente prolifico.
Dopo aver lasciato la carica di governatore, Preus divenne dirigente assicurativo a Chicago. Tornò a Minneapolis nel 1958, dove diventò presidente della Lutheran Brotherhood, una società assicurativa che aveva cofondato nel 1917.

## Vita privata
Preus si sposò nel 1909, con Idella Louise Haugen. Il loro figlio, Jacob Aall Ottesen Preus II, è stato un teologo, professore, scrittore e presidente del Sinodo della Chiesa luterana del Missouri. L'altro figlio, Robert Preus, era un pastore luterano, professore, scrittore, teologo e presidente della Concordia Theological Seminary. Morì il 24 maggio 1961.